# Kościół Prawosławny w Ameryce

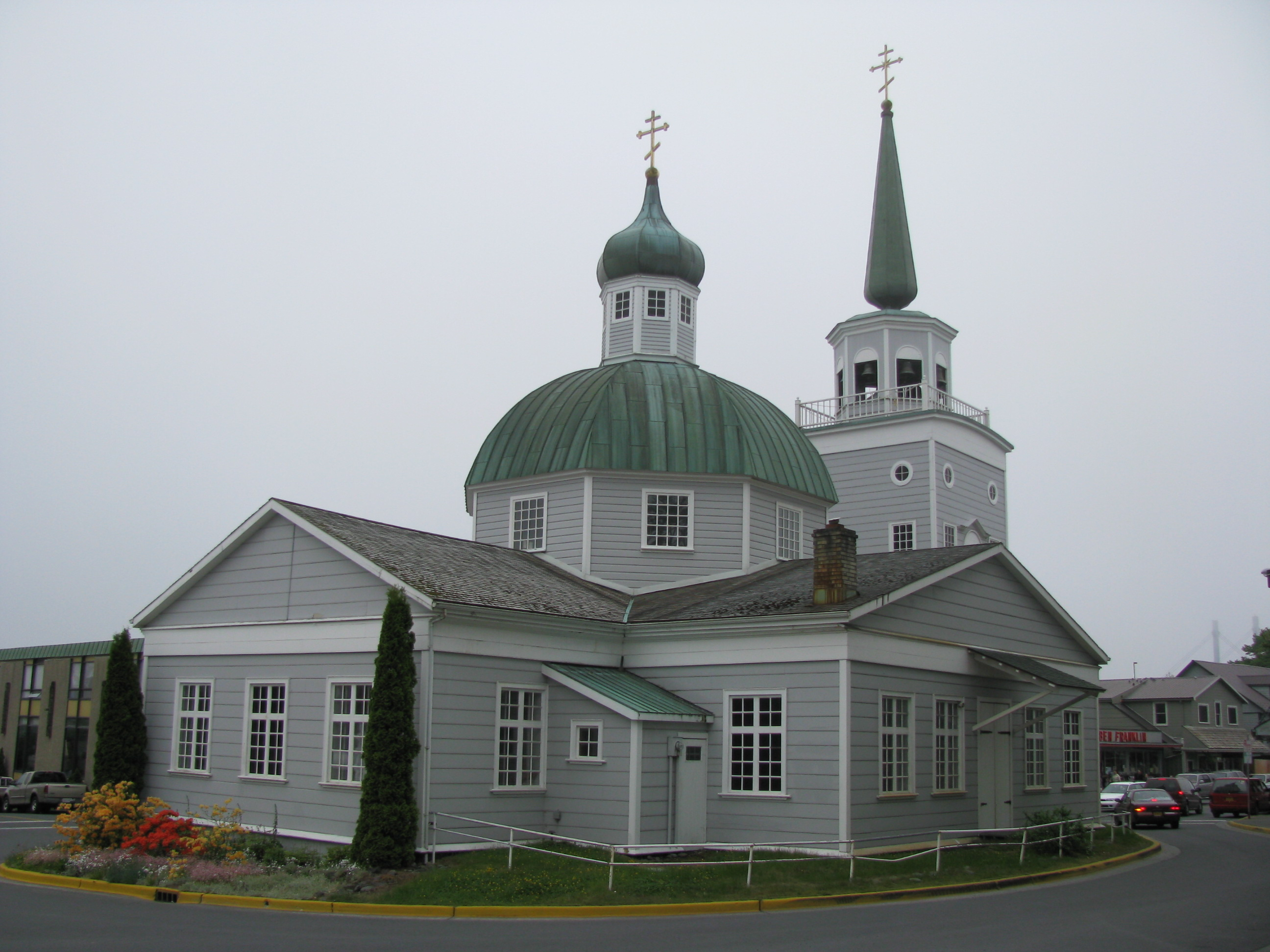
Sobór św. Michała Archanioła w Sitce, wzniesiony dla misji rosyjskiej na Alasce. Jej działalność stanowiła początek rozwoju prawosławia na kontynencie amerykańskim

Kościół Prawosławny w Ameryce (ang. Orthodox Church in America, OCA) – jeden z Kościołów prawosławnych, działający na terytorium Stanów Zjednoczonych, Kanady, Meksyku oraz Australii. Jego zwierzchnikiem jest metropolita całej Ameryki i Kanady Tichon (Mollard), zaś funkcję katedry metropolitalnej pełni sobór św. Mikołaja w Waszyngtonie.
Liczbę placówek duszpasterskich Kościoła szacuje się na 550; sam Kościół podaje liczbę 700. Kościół podzielony jest na 12 jednostek terytorialnych (11 diecezji oraz egzarchat) i trzy diecezje etniczne. Według R. Robersona liczy milion wiernych, jednak podawane są zarówno dane wyższe, jak i znacznie niższe (nawet 100 tys. wiernych). Kościół Prawosławny w Ameryce jest Kościołem o mieszanym składzie etnicznym, jednak udział poszczególnych narodowości w nim pozostaje przedmiotem dyskusji. Zdaniem E. Lowiga zdecydowaną większość jego wiernych stanowią osoby pochodzenia ukraińskiego (lub rusińskiego), które jednak uważają się w pierwszej kolejności za Amerykanów.
Kościół Prawosławny w Ameryce jest kontynuatorem tradycji misji prowadzonych na kontynencie amerykańskim przez Rosyjski Kościół Prawosławny. Od niego też otrzymał w 1970 autokefalię. Akt ten nie został uznany przez wszystkie Kościoły prawosławne; o ile nie jest przez nie podważana ważność sakramentów udzielanych w OCA ani kanoniczność święceń poszczególnych kapłanów, przedmiotem sporu jest jego status kanoniczno-prawny i stosunek do innych struktur prawosławnych działających na terenie Stanów Zjednoczonych i Kanady. Aktualnie (2019) Kościół Prawosławny w Ameryce jest uznawany za kanoniczną Cerkiew autokefaliczną przez Rosyjski Kościół Prawosławny, Gruziński Kościół Prawosławny, Bułgarski Kościół Prawosławny, Polski Autokefaliczny Kościół Prawosławny oraz Kościół Prawosławny Czech i Słowacji.

## Historia

### Rosyjska misja prawosławna na Aleutach i Alasce

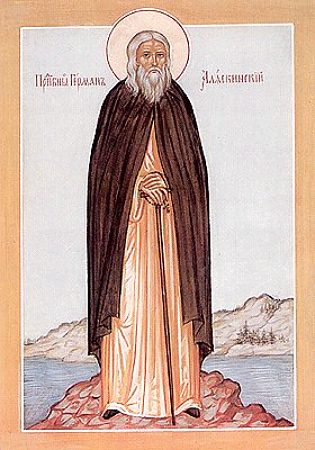
św. Herman z Alaski

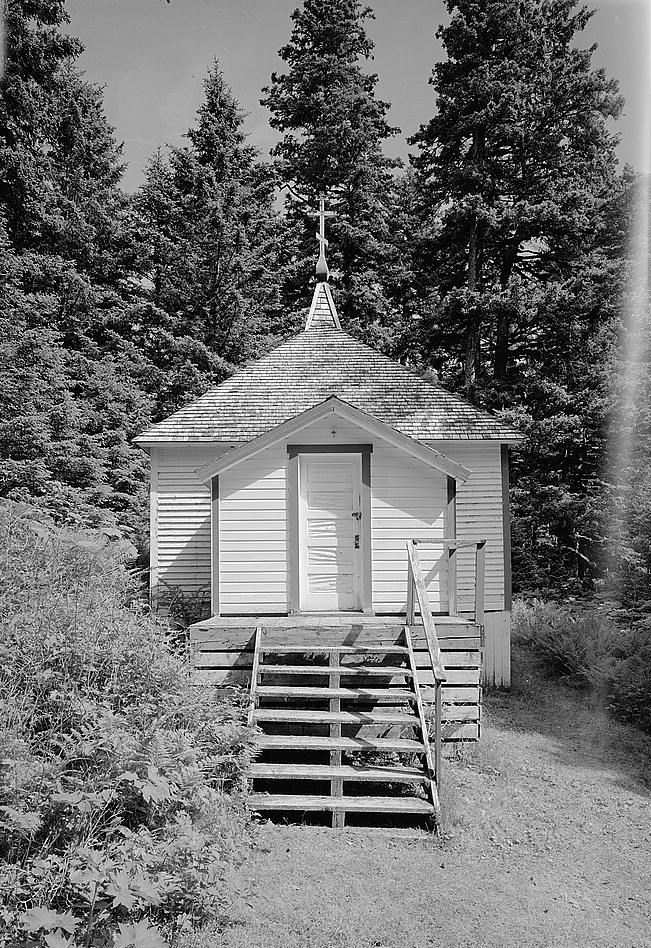
Kaplica Świętych Sergiusza i Hermana z Wałaamu na wyspie Spruce, miejsce pochówku św. Hermana z Alaski

W końcu XVIII w. Rosyjski Kościół Prawosławny rozpoczął prowadzenie misji na terytorium Alaski oraz Wysp Aleuckich. Pierwszymi misjonarzami byli mnisi z Monasteru Wałaam z kierownikiem misji archimandrytą Joazafem (Bołotowem). Duchowni ci zostali nakłonieni do udania się na Alaskę przez podróżnika Grigorija Szelichowa, jednego z kolonizatorów tego obszaru. 
Zakonnicy dotarli do celu 24 września 1794, przypływając na wyspę Kodiak po trwającej 293 dni podróży z Petersburga. Misjonarze podjęli natychmiast pracę wśród etnicznych mieszkańców Alaski, odnosząc natychmiastowe sukcesy (w niewielu przypadkach byli przyjmowani nieprzychylnie, jak hieromnich Juwenaliusz, zamordowany przy próbie ewangelizacji). Znaczna liczba nawróconych wywołała konieczność organizacji systemu administracji i szkół cerkiewnych. 19 czerwca 1796 w obrębie eparchii irkuckiej został powołany wikariat kodiacki, na czele którego miał stanąć jako biskup pomocniczy eparchii irkuckiej archimandryta Joazaf. Jego chirotonia miała miejsce 10 kwietnia 1799 w Irkucku, jednak w drodze powrotnej hierarcha zginął w czasie burzy morskiej. Żaden biskup nie został mianowany na jego miejsce; w 1811 Świątobliwy Synod Rządzący Rosyjskiego Kościoła Prawosławnego ostatecznie zlikwidował wikariat, pozostawiając misję bez hierarchicznego nadzoru. Znaczącym utrudnieniem dla pracy misyjnej stał się również konflikt między mnichami a rosyjskimi kolonizatorami; zakonnicy wielokrotnie apelowali do rosyjskiej administracji o lepsze traktowanie rdzennych mieszkańców Alaski, zmuszanych przez Rosjan do ciężkiej pracy. W 1800 dyrektor Kompanii Rosyjsko-Amerykańskiej, koordynującej działalność kolonizacyjną, Aleksander Baranow, uwięził mnichów i zabronił im kontaktów z miejscową ludnością. Jedynym zakonnikiem, któremu udało się kontynuować pracę, był hieromnich Herman. Opuścił on Kodiak i zamieszkał samotnie na wyspie Spruce, wśród Aleutów; żył w ten sposób do swojej śmierci w 1837.
Mimo czasowego zarzucenia planów związanych ze stworzeniem w Ameryce biskupstwa, misja prawosławna była kontynuowana. W 1823 Świątobliwy Synod Rządzący skierował do pracy na Alasce, na własne życzenie, ks. Iwana Weniaminowa-Popowa. Przybył on do miasta Unalaska 29 czerwca 1824. Duchowny ten, w czasie piętnastu lat pracy na Aleutach i Alasce, dokonał szeregu przekładów katechizmu i Ewangelii Mateusza na lokalne języki, których się nauczył. W 1840 złożył śluby zakonne i pod nowym imieniem Innocenty został biskupem Kamczatki, Kuryli i Aleutów, zwierzchnikiem wszystkich prawosławnych struktur na kontynencie amerykańskim. Jego siedzibą był Nowoarchangielsk, gdzie w 1848 został wyświęcony sobór św. Michała Archanioła. Drugim duchownym zaangażowanym w tym czasie w działalność misyjną był ks. Jakub Niecwietow.
Od 1852 siedzibą eparchii obejmującej obszar działania misji rosyjskiej był Jakuck, zaś w Nowoarchangielsku powołano wikariat. W 1868 arcybiskup Innocenty (Weniaminow-Popow) został przeniesiony na katedrę moskiewską. Mimo tego nie przestawał angażować się w rozwój działalności misyjnej w Ameryce Północnej, organizując Syberyjski Komitet Misyjny, który miał zajmować się jej koordynowaniem na obszarach dalekiej Syberii, Alaski i na Dalekim Wschodzie (rosyjska misja prawosławna w Chinach oraz w Japonii). Komitet rekrutował duchownych i świeckich chętnych do pracy dla Cerkwi na Alasce, gwarantując im wypłatę regularnego wsparcia finansowego przez 10 lat, a następnie możliwość powrotu do Rosji i przyznanie specjalnej emerytury. Między rokiem 1867 a 1870 Rosjanie rozszerzyli zakres działalności i powołali do życia pierwsze parafie prawosławne w pozostałych stanach USA: w San Francisco i w Nowym Jorku. W 1872 siedziba biskupa wikariusza odpowiedzialnego za pracę w Ameryce została przeniesiona do San Francisco, co miało związek ze sprzedażą Alaski przez Rosjan rządowi USA. Do tego czasu misjonarze nawrócili ok. 12 tys. rdzennych mieszkańców Aleutów i Alaski.
Przełom XIX i XX wieku zmienił strukturę etniczną rosyjskiego wikariatu; w tym okresie Rosyjski Kościół Prawosławny znacząco zmodyfikował również priorytety pracy misyjnej. Kapłani prawosławni zaczęli prowadzić pracę misyjną wśród greckokatolickich emigrantów z Galicji, Rusi Węgierskiej i Bukowiny, pozyskując tym samym (od 1894 do początku lat 30. XX wieku) ok. 90 tys. nowych wiernych, lub nawet 200 tys. osób. Znaczącą postacią w procesie konwersji grekokatolików był były kapłan tego wyznania, który przyjął prawosławie – ks. Aleksy Toth.
Powstały również parafie przeznaczone dla prawosławnych emigrantów z Bałkanów i Bliskiego Wschodu. W związku z tym praca ukierunkowana na nawracanie ludów rdzennych została w dużej mierze zarzucona. Natomiast ogólna liczba wiernych wzrosła o blisko kilkaset tysięcy osób. Były to osoby różnej narodowości, co doprowadziło do powstania w USA pierwszych wieloetnicznych parafii prawosławnych.

### Archieparchia amerykańska

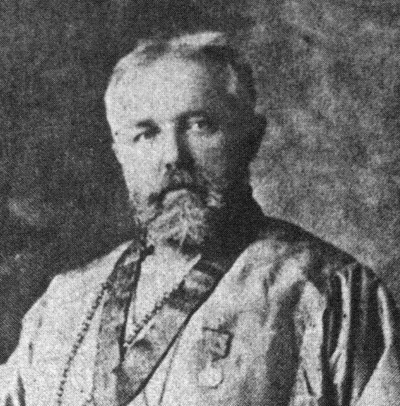
Działalność ks. Aleksego Totha odegrała kluczową rolę w nawróceniach greckokatolickich emigrantów do USA na prawosławie, a tym samym w rozwoju przyszłego autokefalicznego Kościoła amerykańskiego

W 1898 biskupem Aleutów i Alaski został Tichon (Bieławin). Uzyskał on od Świętego Synodu zgodę na powołanie samodzielnej eparchii o nazwie Grecki Prawosławny Kościół Wysp Aleuckich i Ameryki. W 1905 struktura ta uzyskała rangę archieparchii z dwoma wikariatami: w Nowym Jorku i na Alasce. Od tego roku w Nowym Jorku rezydował również arcybiskup Tichon. Zainicjował on tłumaczenie większości tekstów liturgicznych na język angielski i wprowadził go do liturgii w wielu parafiach. W tym samym roku w obrębie archieparchii rosyjskiej powstała misja serbska pod kierownictwem archimandryty Sebastiana (Dabovića). Tichon planował również powstanie eparchii greckiej. W 1907 arcybiskup Tichon zorganizował I Wszechamerykański Sobór duchowieństwa i świeckich. W liście do Świętego Synodu twierdził, że tworzone w Stanach Zjednoczonych struktury wykraczają poza przewidziane dla nich ramy misji i prosił o utworzenie autonomicznego Kościoła Prawosławnego w Ameryce z językiem angielskim jako liturgicznym i kalendarzem nowojuliańskim jako obowiązującym. Najwyższym organem administracyjnym Kościoła według planów Tichona miał być Sobór Wszechamerykański, złożony z delegatów duchownych i świeckich.  
Realizację tych zamierzeń uniemożliwiły problemy wywołane przez etniczną różnorodność archieparchii. Część prawosławnych narodowości greckiej, żyjących we wschodnich stanach USA wystąpiła z archieparchii, powołując niekanoniczny Helleński Wschodni Kościół Chrześcijański. W 1913, już po tym, gdy arcybiskupa Tichona zastąpił na katedrze arcybiskup Platon (Rożdiestwienski), konferencja serbskiego duchowieństwa w jurysdykcji rosyjskiej zapowiedziała powołanie własnej eparchii w ramach Serbskiego Kościoła Prawosławnego. Z kolei w 1908 arcybiskup Płaton wyświęcił biskupa Teofana, pierwszego hierarchę narodowości albańskiej, inicjując powstanie w jurysdykcji rosyjskiej odrębnych parafii albańskojęzycznych. Znacząco powiększała się również ilość pierwotnie greckokatolickich parafii etnicznie ukraińskich, które przechodziły do Rosyjskiego Kościoła Prawosławnego (108 placówek duszpasterskich między rokiem 1907 a 1917). Od 1916 istniał kanadyjski wikariat archieparchii.

### Po rewolucji październikowej
W 1917 arcybiskup Jewdokim (Mieszczerski) wyjechał na Sobór Lokalny Rosyjskiego Kościoła Prawosławnego, z którego nie wrócił, przyłączając się do ruchu Żywej Cerkwi. W 1919 II Wszechamerykański Sobór wybrał na jego następcę dotychczasowego locum tenens, biskupa Aleksandra (Niemołowskiego). W 1920 jego wybór potwierdził patriarcha moskiewski Tichon. Równocześnie archidiecezja straciła dotychczasowe roczne wsparcie finansowe udzielane przez Cerkiew Rosyjską (185 tys. rubli od momentu powołania diecezji i 550 tys. w 1916). 
Skomplikowana sytuacja majątkowa archidiecezji nałożyła się na dalsze problemy etniczne: do Stanów Zjednoczonych zaczęli napływać emigranci rosyjscy, którzy starali się maksymalnie zwiększyć swoje wpływy w strukturze. Natomiast stanowiący znaczną część wiernych Ukraińcy (zwłaszcza zamieszkali na terenie Kanady) przeszli w jurysdykcję Patriarchatu Antiocheńskiego wobec postawy arcybiskupa Aleksandra, całkowicie przeciwnego wprowadzeniu języka ukraińskiego do nabożeństw, a następnie powołali do życia odrębny Ukraiński Kościół Prawosławny Kanady. W 1921 z archidiecezji wystąpili również Grecy, tworząc własną diecezję w jurysdykcji Patriarchatu Konstantynoplitańskiego. W 1922, nie radząc sobie z problemami wewnętrznymi archidiecezji, arcybiskup zrezygnował z urzędu. Zastąpił go przybyły ponownie do USA, tym razem jako emigrant, metropolita Platon (Rożdiestwienski). W momencie obejmowania – decyzją III Wszechamerykańskiego Soboru – zwierzchnictwa nad archidiecezją z tytułem metropolity całej Ameryki i Kanady miał on ustne błogosławieństwo patriarchy Tichona. Uzyskał również aprobatę Rosyjskiego Kościoła Prawosławnego poza granicami Rosji, zgadzając się na wejście do jego Synodu Biskupów.

### Konflikt wokół metropolity Platona
16 stycznia 1924 patriarcha Tichon nieoczekiwanie usunął metropolitę Platona z urzędu metropolity całej Ameryki i Kanady i nakazał mu powrót do ZSRR w celu przeprowadzenia nad nim sądu biskupów. Dmitrij Pospiełowski uważa, że decyzja ta została na nim wymuszona. W czasie wojny domowej w Rosji Platon, wówczas metropolita Odessy, jawnie popierał ruch Białych, a w Ameryce z powodzeniem likwidował wpływy Żywej Cerkwi. W związku z tym rząd bolszewicki mógł wymusić na patriarsze usunięcie go z urzędu. Ks. Michaił Polski, autor wspomnień opisujących represje wczesnych władz radzieckich wobec Cerkwi, twierdził, że dekret przypisywany Tichonowi w rzeczywistości został w całości sporządzony przez GPU. Dokument Tichona nie został jednak nigdzie opublikowany w pełnym brzmieniu, zaś sam Platon utrzymywał, że nie otrzymał go. Mimo tego metropolita stał się natychmiast celem zdwojonych ataków zarówno ze strony zwolenników Żywej Cerkwi, jak i Rosyjskiego Kościoła Prawosławnego poza granicami Rosji. W 1922 biskup Stefan (Dzubaj), dotychczasowy hierarchia Pittsburgha i eparchii ukraińskiej, na krótko ogłosił się zwierzchnikiem Kościoła na terytorium USA, szybko uznał jednak zwierzchność Platona. Ostatecznie w 1924 IV Wszechamerykański Sobór, który zebrał się w Detroit, ogłosił pełną autonomię Kościoła w Ameryce, określanego odtąd jako Metropolia, do czasu stabilizacji sytuacji wewnętrznej Rosji i odzyskania swobody działania przez patriarchę Tichona. Na czele Metropolii miał pozostać metropolita Platon.
Z uwagi na napięte stosunki wewnątrz rosyjskiej emigracji, metropolita Platon postanowił unormować stosunki z Rosyjskim Kościołem Prawosławnym poza granicami Rosji. W październiku 1924 udał się na sobór jego biskupów do miasta Sremski Karlovci („synod karłowacki”), gdzie zgodził się pozostać w Synodzie Biskupów Kościoła i zapewnił, że przedstawiona w Detroit deklaracja autonomii nie oznacza jednostronnego ogłoszenia autokefalii. Metropolita powoływał się jedynie na decyzje Soboru Lokalnego z lat 1917–1918, który zezwalał na tymczasową autonomię tych części Kościoła, które straciły kontakt z patriarchą. Pozwoliło to na tymczasową poprawę wzajemnych relacji. Cerkiew Zagraniczna wezwała nawet prawosławnych w Ameryce, by przechodzili w jurysdykcję Metropolii. 
Już w 1926 doszło jednak do ponownego konfliktu między obydwiema organizacjami, gdy metropolita Platon, razem z egzarchą zachodnioeuropejskim Eulogiuszem zaprotestował przeciwko oficjalnym twierdzeniom Kościoła Zagranicznego, jakoby to od niego zależało wyznaczanie i potwierdzenie kolejnych locum tenens patriarchatu moskiewskiego. 17 maja 1927 Rosyjski Kościół Prawosławny poza granicami Rosji ogłosił zdjęcie metropolity z urzędu (czego ten nie uznał) i powołał na terenie Metropolii własną, paralelną eparchię północnoamerykańską. 
W 1928 metropolita Platon zwrócił się do locum tenens patriarchatu moskiewskiego metropolity Sergiusza (Stragorodskiego) z prośbą o potwierdzenie autonomicznego statusu Metropolii. Nie uzyskał jednak spodziewanej aprobaty, w dodatku odmówił złożenia wymaganej przez Sergiusza obietnicy lojalności wobec rządu ZSRR. Po przedłużającej się wymianie listów metropolita Sergiusz skierował w 1933 na inspekcję do USA arcybiskupa Beniamina (Fiedczenkowa), po czym mianował właśnie jego patriarszym egzarchą w Ameryce. W Metropolii doszło do podziału. Część parafii zgłosiła akces do egzarchatu powołanego przez Sergiusza, część włączyła się do eparchii północnoamerykańskiej Kościoła Zagranicznego, jednak zdecydowana większość uważała za prawowitego metropolitę jedynie Platona.
Równocześnie z problemami organizacyjnymi w Kościele uwidocznił się spadek liczby wiernych. Potomkowie emigrantów do USA, którzy stanowili większość wiernych, asymilowali się ze społeczeństwem amerykańskim, co prowadziło do spadku ich aktywności religijnej. Według studium z 1932 75% osób ochrzczonych w Metropolii już w wieku 16 lat nie uczestniczyła w życiu parafialnym, zaś w pozostałej grupie nawet połowa przechodziła do innych związków wyznaniowych. Tendencję spadkową częściowo odwróciło kolejne pokolenie potomków emigrantów.

### Metropolia w latach 1934–1971
W 1934 metropolita Platon zmarł, pozostając formalnie poza Rosyjskim Kościołem Prawosławnym. Po jego śmierci w Cleveland zebrał się VI Wszechamerykański Sobór, który wybrał nowym metropolitą dotychczasowego locum tenens arcybiskupa San Francisco Teofila (Paszkowskiego). W latach 30. i na początku lat 40. część parafii Metropolii, traktowanej przez Rosyjski Kościół Prawosławny jako struktura niekanoniczna, przeszła w jurysdykcję Egzarchatu Amerykańskiego. Chcąc zahamować ten proces i unormować swoje relacje z Cerkwią Rosyjską, metropolita Teofil zainicjował negocjacje z patriarchatem moskiewskim, które zaowocowały zaproszeniem przedstawicieli Metropolii na Sobór Lokalny Kościoła Rosyjskiego, który miał wybrać następcę zmarłego patriarchy Sergiusza. Z powodu trudności czynionych przez władze ZSRR delegaci ci nie dotarli jednak na sobór, a jedynie po jego zamknięciu spotkali się z nowym patriarchą Aleksym I. Na jego ręce złożyli prośbę o unormowanie statusu kanonicznego Metropolii poprzez jej ponowne przyjęcie w jurysdykcję patriarchatu moskiewskiego. W swojej odpowiedzi Aleksy I żądał złożenia przez duchowieństwo struktury przysięgi lojalności wobec władz ZSRR i zapowiadał nowe wybory zwierzchnika Metropolii.
W 1946 ustosunkowujący się do postulatów patriarchy VI Wszechamerykański Sobór deklarował uznanie patriarchy Moskwy za duchowego zwierzchnika Metropolii, ale odmawiał administracyjnego podporządkowania się Rosyjskiemu Kościołowi Prawosławnemu. Mimo tego, na prośbę metropolity Teofila, metropolita leningradzki Grzegorz (Czukow) podjął w 1947 nowe negocjacje z patriarchą Aleksym. Zakończyły się one fiaskiem i deklaracją o zawieszeniu w stanie duchownym wszystkich biskupów Metropolii. Od tego momentu do 1968 kontakty między obydwiema strukturami zostały zerwane, zaś Metropolia działała w praktyce jak Kościół autokefaliczny, chociaż nie była uznawana przez pozostałe Kościoły prawosławne. Stopniowo przechodziła ponowną ewolucję w kierunku wielonarodowego Kościoła z przewagą języka angielskiego. Od 1950 jej zwierzchnikiem był metropolita Leoncjusz (Turkiewicz), zaś po jego śmierci w 1965 zastąpił go metropolita Ireneusz (Bekish). W okresie sprawowania przez niego urzędu w OCA powstał angielski przekład Świętej Liturgii, który wszedł do powszechnego użytku w parafiach od 1967. Na początku lat 90. parafie, w których język angielski nie był w ogóle wykorzystywany, były w zdecydowanej mniejszości. Według Joanny Sołowianowicz kolejne pokolenia wiernych OCA (dzieci i wnuki emigrantów wychowane już w Stanach Zjednoczonych) nie były już zainteresowane problemami etnicznymi, które były głównym źródłem problemów Kościoła w okresie międzywojennym.

### Uzyskanie autokefalii

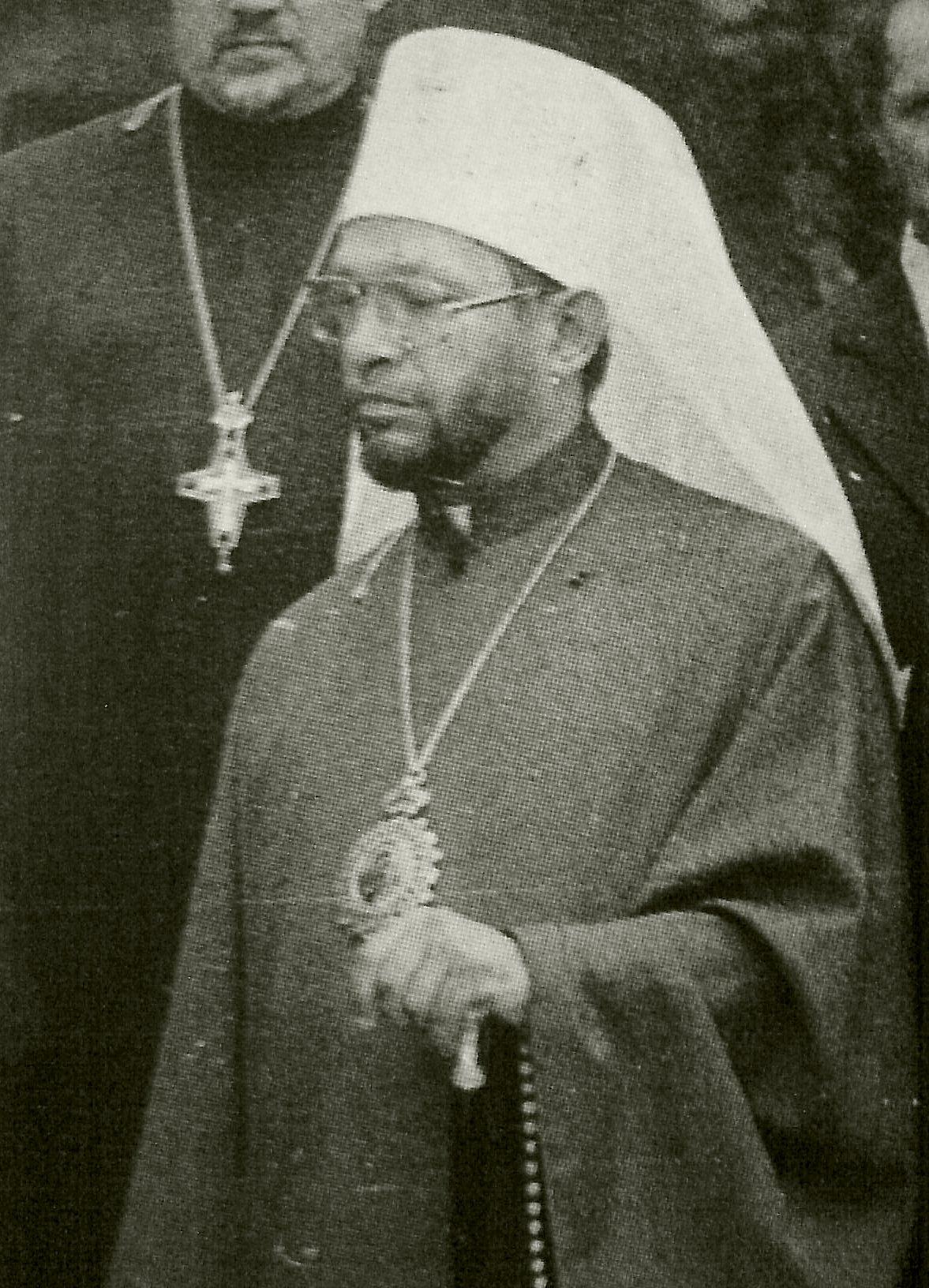
Metropolita Teodozjusz (Lazor)

W 1967 metropolita Ireneusz podjął próbę normalizacji sytuacji kanonicznej Metropolii poprzez nawiązanie kontaktu z Patriarchatem Konstantynopolitańskim. Przedstawił wówczas patriarsze Atenagorasowi projekt nadania statusu autokefalicznego Greckiej Prawosławnej Archidiecezji Ameryki, która następnie mogłaby połączyć się z Metropolią. Patriarcha odmówił jednak rozważenia tego planu. Ostatecznie zwierzchnik Metropolii podjął na nowo negocjacje o autokefalizacji z patriarchatem moskiewskim. W 1969 w Nowym Jorku doszło do pierwszego spotkania metropolity Ireneusza z przedstawicielem Cerkwi Rosyjskiej – metropolitą leningradzkim Nikodemem (Rotowem). Kolejne miały miejsce w Genewie, Tokio i w Nowym Jorku. Wreszcie w 10 kwietnia 1970 rozmowy te zakończyły się porozumieniem. Na mocy tomosu patriarchy Aleksego I powstał autokefaliczny Kościół Prawosławny w Ameryce w obecnym kształcie. Tomos ten delegacja amerykańska pod przewodnictwem arcybiskupa Sitki i Alaski Teodozjusza (Lazora) odebrała 18 maja tego samego roku. Patriarchat moskiewski zlikwidował Egzarchat Amerykański, zastępując go luźną strukturą o nazwie Patriarsze parafie w Stanach Zjednoczonych, w założeniach tymczasową, zrzeszającą parafie niechętne połączeniu się z Kościołem amerykańskim.
Już po uzyskaniu autokefalii do nowo powstałego Kościoła dołączyło kilka etnicznych struktur prawosławnych działających w USA: Rumuński Prawosławny Episkopat Ameryki, Albański Kościół Prawosławny Ameryki oraz Diecezja Bułgarska Rosyjskiego Kościoła Prawosławnego poza granicami Rosji. Dały one początek etnicznym diecezjom Kościoła. W Meksyku powołany został egzarchat, powstały poprzez konwersję całego Meksykańskiego Narodowego Kościoła Katolickiego (10 tys. wiernych) na prawosławie.

### Skandal finansowy
W 2006 w Kościele Prawosławnym w Ameryce miał miejsce skandal finansowy. Protodiakon Eric Wheeler, były skarbnik Kościoła, oskarżył administrację OCA o wykorzystanie sum pochodzących z prywatnych dotacji na cele niezgodne z przeznaczeniem. Wewnętrzna kontrola w Kościele, zainicjowana przez metropolitę Hermana (Swaiko) i przeprowadzona przez firmę Proskauer Rose LLP potwierdziła te zarzuty i doprowadziła do usunięcia ze stanowiska kanclerza Kościoła, ks. Roberta Kondraticka. Został on następnie pozbawiony stanu duchownego. 3 września 2008 specjalny komitet pod kierownictwem biskupa Beniamina (Petersona) sformowany przez władze kościelne w celu dalszego badania sprawy ogłosił, iż działalność Kondraticka była możliwa m.in. dzięki temu, iż szantażował on część duchowieństwa (w tym Synodu Biskupów) ujawnieniem informacji o ich domniemanych uzależnieniach lub wykroczeniach natury seksualnej. Wśród szantażowanych mieli być były zwierzchnik Kościoła metropolita Teodozjusz oraz jego następca Herman. 4 września 2008 metropolita Herman ustąpił z urzędu.

### Po 2008

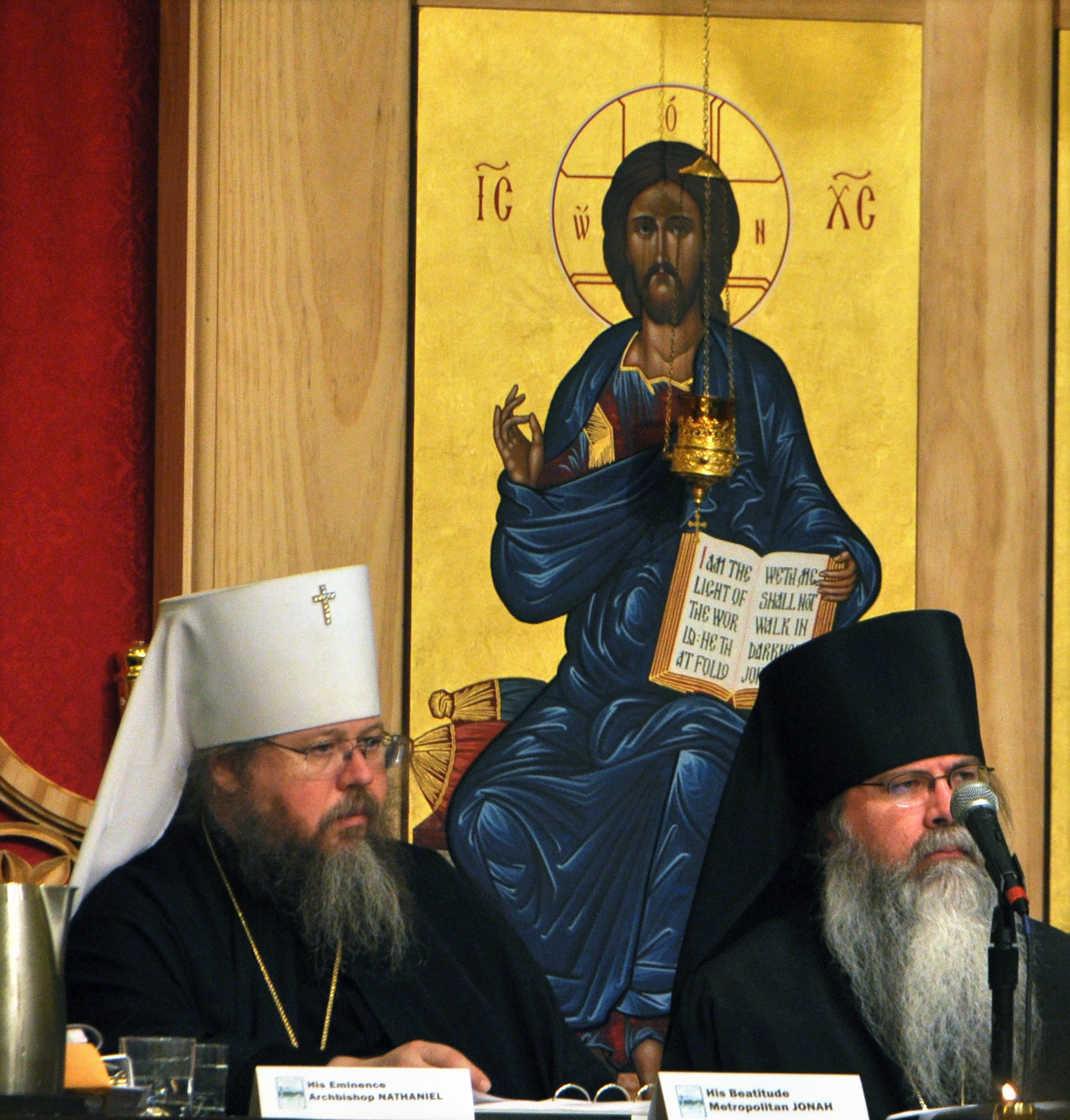
Metropolita Jonasz, sprawujący urząd zwierzchnika OCA w latach 2008–2012 (z lewej) i jego następca na urzędzie, Tichon, jeszcze jako arcybiskup

W grudniu 2008 XV Sobór Wszechamerykański wybrał na nowego metropolitę całej Ameryki i Kanady biskupa Fort Worth Jonasza, biskupa pomocniczego diecezji Południa. Został on wyświęcony na biskupa w listopadzie tego samego roku. Jeszcze przed wyborem Jonasz wzywał do gruntownej reformy Kościoła. Został wybrany, gdyż nie należał do grupy biskupów wykonujących swoje obowiązki w czasie, gdy wybuchł skandal finansowy.
Skonfliktowany z Synodem Kościoła, metropolita Jonasz w 2011 udał się na urlop, przekazując tymczasowo obowiązki arcybiskupowi Detroit Natanielowi. Następnie wrócił do kierowania Kościołem, lecz 9 lipca 2012 metropolita Jonasz złożył na ręce Synodu Kościoła ostateczną rezygnację z urzędu. Synod przyjął jego rezygnację i przeniósł go w stan spoczynku.
Następcą Jonasza został w grudniu tego samego roku dotychczasowy arcybiskup Filadelfii i Wschodniej Pensylwanii Tichon.

## Sytuacja kanoniczna Kościoła

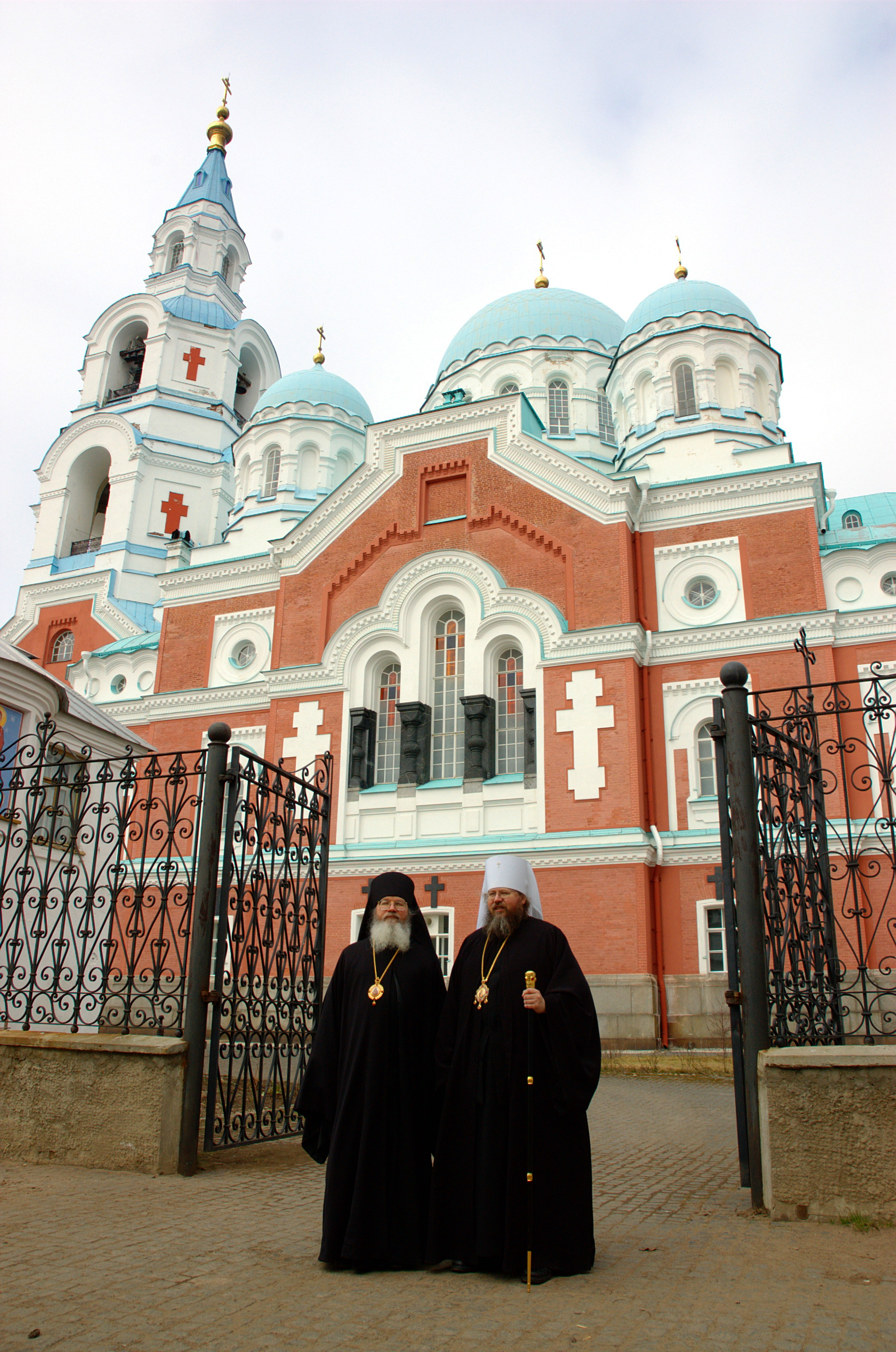
Metropolita Jonasz z biskupem troickim Rosyjskiego Kościoła Prawosławnego, Pankracym (Żerdiewem), w czasie swojej wizyty w Monasterze Wałaamskim

Autokefalia Kościoła amerykańskiego jest uznawana za kanoniczną przez Rosyjski Kościół Prawosławny, Gruziński Kościół Prawosławny, Bułgarski Kościół Prawosławny, Polski Autokefaliczny Kościół Prawosławny oraz Kościół Prawosławny Czech i Słowacji. Patriarchat Antiocheński oraz Rumuński Kościół Prawosławny nie przedstawiły jednoznacznego stanowiska w tej sprawie. Największym przeciwnikiem autokefalii OCA pozostaje Patriarchat Konstantynopolitański, który do 1990 nie utrzymywał żadnych kontaktów z Cerkwią Amerykańską. Zdaniem patriarchów Konstantynopola jedynie ten właśnie patriarcha ma prawo tworzenia Kościołów autokefalicznych na terytoriach, które nie są uważane za tradycyjnie prawosławne.
Rozmowy, które miały na celu uregulowanie bilateralnych stosunków, były prowadzone między Patriarchatem Konstantynopolitańskim a Kościołem w Ameryce w latach 1990–1991 w czasie wzajemnych wizyt hierarchów: patriarchy Demetriusza i metropolity Teodozjusza. W 1994 w czasie spotkania biskupów wszystkich jurysdykcji działających na kontynencie amerykańskim w Ligonier biskupi struktur podległych patriarsze Konstantynopola zadeklarowali chęć współpracy z hierarchią OCA w celu budowy jednego Kościoła w Stanach Zjednoczonych i Kanadzie. Mimo tego oficjalne stanowisko patriarchatu nie uległo zmianie. 
Również pozostałe Kościoły, chociaż formalnie nie uznają kanoniczności OCA, w praktyce utrzymują w nim regularne kontakty. Kościół ten bierze udział w konferencjach ogólnoprawosławnych, jednak ze względu na brak powszechnego uznania nie może być uczestnikiem ogólnoprawosławnego dialogu z innymi wyznaniami. O ile status OCA budzi wątpliwości, podobne zastrzeżenia nie dotyczą ważności jego sakramentów oraz statusu poszczególnych duchownych.

## Liczba wiernych
Liczba wiernych Kościoła Prawosławnego w Ameryce pozostaje kwestią dyskusyjną. Według danych przedstawionych w 2006 Yearbook of American & Canadian Churches był to 24. pod względem liczby wiernych związek wyznaniowy w Stanach Zjednoczonych, liczący 1 064 000 członków i odnotowujący ponad sześcioprocentowy wzrost liczby wyznawców w ciągu poprzedniego roku. OCA nie był jednak największym prawosławnym związkiem wyznaniowym (Grecka Prawosławna Archidiecezja liczyła półtora miliona wiernych). Analogiczną liczbę (według stanu z 2004), podając równocześnie dane o 77 parafiach Kościoła, przedstawia Association of Religion Data Archives. Joanna Sołowianowicz podaje jako liczbę wiernych milion (dane z 2003). Dane te potwierdza R. Roberson. Hartford Institute for Religion Research opublikował tymczasem dane liczbowe szacujące liczbę wiernych Kościoła na nie więcej niż 115 tys. wiernych.
Znaczący odsetek wiernych Kościoła stanowią konwertyci: w 2003 według jego wyliczeń było to 30–40% wszystkich członków.

## Struktura Kościoła

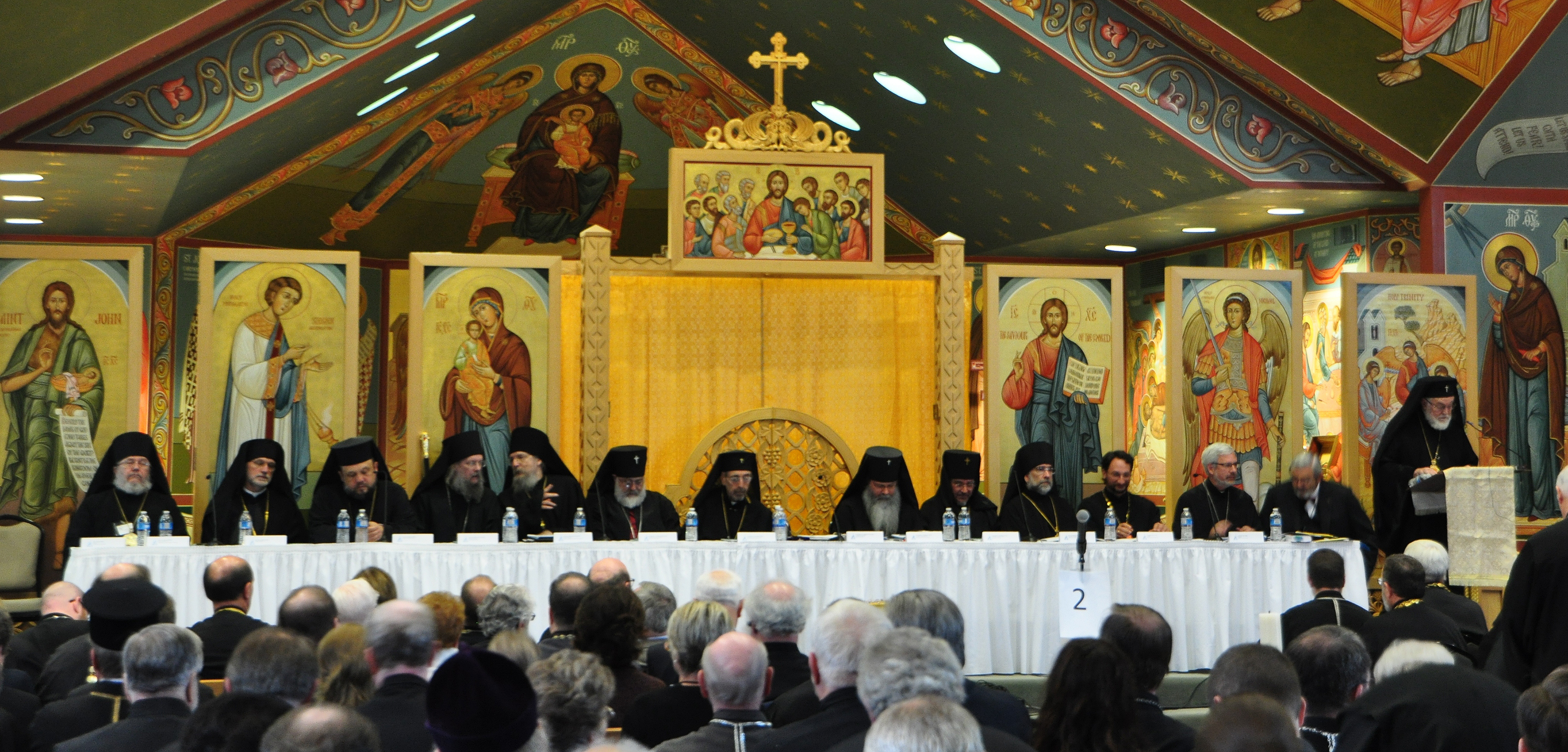
Biskupi Kościoła zebrani na XVII Soborze Wszechamerykańskim (2012)

### Święty Synod Biskupów
Najwyższym kanonicznym organem zarządzającym Kościołem jest Święty Synod Biskupów, w skład którego wchodzą wszyscy biskupi diecezjalni. Przewodniczącym Synodu jest metropolita całej Ameryki i Kanady. Posiedzenia Synodu odbywają się regularnie, zwoływane przez metropolitę, lub też na prośbę trzech innych biskupów.

#### Metropolici całej Ameryki i Kanady
Od momentu uzyskania przez Kościół autokefalii godność tę pełnili następujący hierarchowie:
- 1971–1977 – metropolita Ireneusz (Bekisz)
- 1977–2002 – metropolita Teodozjusz (Lazor)
- 2002–2008 – metropolita Herman (Swaiko)
- 2008–2012 – metropolita Jonasz (Paffhausen)
- od 2012 – metropolita Tichon (Mollard)

### Sobór Wszechamerykański
Według statutu Kościoła, jego najwyższym organem administracyjnym i prawodawczym jest Sobór Wszechamerykański. W skład Soboru wchodzą wszyscy biskupi oraz proboszczowie, członkowie Rady Metropolitalnej oraz komisji przedsoborowej, dwóch delegatów z każdego seminarium duchownego, jeden delegat świecki z każdej parafii oraz, za zgodą Rady Metropolitalnej, duchowni niebędący proboszczami parafii. Komisja przedsoborowa ma prawo zaprosić na obrady dodatkowe osoby, bez prawa głosu. Sobór odbywa się co trzy lata, z możliwością zwołania poza tym terminem w sytuacjach nadzwyczajnych, z inicjatywy Rady Metropolitalnej lub Świętego Synodu Biskupów. Decyzje podejmowane są większością głosów; wszystkie rezolucje soboru muszą zostać pozytywnie zaopiniowane co najmniej przez połowę uczestniczących biskupów.

### Rada Metropolitalna
Organem wykonawczym Kościoła, który jest odpowiedzialny za kierowanie jego działalnością w okresach międzysoborowych oraz za wprowadzanie w życie decyzji soborów, jest Rada Metropolitalna. Składa się ona z przewodniczącego (metropolity), kanclerza, sekretarza, skarbnika, dwóch reprezentantów z każdej diecezji (kapłan i świecki) oraz trzech księży i trzech delegatów świeckich wybranych przez Sobór Wszechamerykański. Rada Metropolitalna spotyka się dwa razy w roku.

### Seminaria duchowne
Kandydaci na kapłanów Kościoła Prawosławnego w Ameryce kształcą się w trzech seminariach duchownych: św. Tichona w South Canaan, św. Hermana z Alaski w Kodiak oraz św. Włodzimierza w Crestwood.

### Monastery

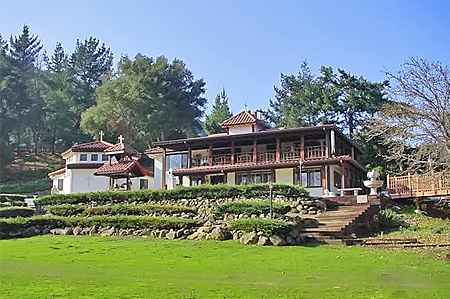
Monaster Krzyża Świętego w Castro Valley

Kościół Prawosławny w Ameryce posiada 26 klasztorów (monasterów i skitów). Większość z nich podlega jurysdykcji biskupów diecezjalnych, poza pięcioma instytucjami stauropigialnymi. Są to:
- Monaster Świętych Niewiast Niosących Wonności w Otego, żeński
- Monaster św. Tichona Zadońskiego w South Canaan, męski
- Monastery męski i żeński „Nowe Sketes”
- Monaster Opieki Matki Bożej w Weaverville

Duchowni Kościoła, poza pracą duszpasterską w parafiach, pracują jako kapelani wojskowi we wszystkich formacjach armii amerykańskiej.

## Podział administracyjny
Kościół Prawosławny w Ameryce jest jedynym Kościołem prawosławnym, w którym (na mocy statutu z 1971) zastosowany został podwójny podział terytorialny. Kościół, oprócz tradycyjnego podziału na diecezje lokalne, posiada również trzy diecezje etniczne, posiadające szerszy zakres autonomii i skupiające wiernych jednej narodowości. Wybór jurysdykcji (terytorialnej lub etnicznej) należy do poszczególnych parafii, natomiast prawo do tworzenia nowych diecezji lub dekanatów o charakterze etnicznym posiada Święty Synod Biskupów. Status Kościoła zastrzega jednak, iż tworzenie jednostek narodowościowych jest rozwiązaniem tymczasowym, zaś docelowo OCA ma dzielić się jedynie według terytorium. Kościół Prawosławny w Ameryce jest jedyną strukturą prawosławną w USA, która nie ma charakteru narodowego i zrzesza wiernych o różnym pochodzeniu etnicznym. Tym samym jest to również jedyny Kościół prawosławny na tym terytorium, który prowadzi działalność misyjną.
Kościół Prawosławny w Ameryce jest członkiem Nieustającej Konferencji Kanonicznych Biskupów Ameryk (SCOBA), w ramach której prowadzi działania na rzecz zjednoczenia wszystkich prawosławnych jurysdykcji działających w USA w jednym Kościele lokalnym.

### Jednostki terytorialne

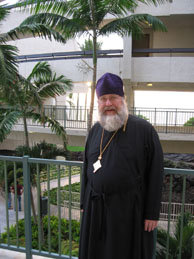
Biskup Zachodu Beniamin (Peterson)

W 2014 Kościół posiadał następujące jednostki administracyjne wydzielone według terytorium:
- Archidiecezja Kanady (zwierzchnik – arcybiskup Ireneusz (Rochon)[73])
- Diecezja Alaski (zwierzchnik – biskup Aleksy (Trader))
- Diecezja Zachodniej Pensylwanii (zwierzchnik – arcybiskup Melchizedek (Pleska))
- Diecezja Wschodniej Pensylwanii (zwierzchnik – arcybiskup Marek (Maymon))
- Diecezja Nowego Jorku i New Jersey (zwierzchnik – arcybiskup Michał (Dahulich))
- Diecezja Środkowego Zachodu (zwierzchnik – biskup Daniel (Brum))
- Diecezja Południa (zwierzchnik – biskup Aleksander (Golitzin))
- Diecezja Zachodu (zwierzchnik – arcybiskup Beniamin (Peterson))
- Diecezja Nowej Anglii (zwierzchnik – biskup Benedykt (Churchill)[74])
- Diecezja Waszyngtonu (zwierzchnik – metropolita Tichon (Mollard))
- Egzarchat Meksyku (zwierzchnik – arcybiskup Aleksy (Pacheco y Vera))

Osobną grupę parafii stanowią 3 placówki duszpasterskie w Australii, które posiadają status stauropigialnych. W przeszłości Kościół posiadał również parafie w Wenezueli, Peru, Brazylii i Argentynie, jednak zostały one w większości zamknięte, zaś jedna zmieniła jurysdykcję.

### Jednostki etniczne
Oprócz powyższych jednostek podziału terytorialnego Kościół posiadał również następujące struktury etniczne: 
- Archidiecezja Albańska (zwierzchnik – biskup Nikodem (Preston))[77]
- Rumuński Prawosławny Episkopat Ameryki (zwierzchnik – arcybiskup Nataniel (Popp))
- Diecezja Bułgarska (zwierzchnik – biskup Aleksander (Golitzin))